# Likouck
Likouck  est un village de la région du Centre du Cameroun. Il est localisé dans l'arrondissement (commune) de Messondo. On y accède par la piste rurale qui lie Kelle-Bidjocka à Ndong-Lien.

## Population et société
En 1963, la population de Likouck était de 129 habitants. Likouck comptait 207 habitants lors du dernier recensement de 2005. La population est constituée pour l’essentiel de Bassa.